# Static & Ben El Tavori
Static & Ben El Tavori (en hebreo: סטטיק ובן אל תבורי) fue un dúo musical israelí creado en 2015 que ha alcanzado un importante éxito en Israel hasta 2022. Está compuesto por Liraz Russo (Static) y Ben El Tavori, como vocalistas, y el productor musical Yarden Peleg, conocido por el pseudónimo 'Jordi'. El dúo ha sido nominado como "Mejor artista israelí" por los premios MTV Europe Music Awards en los años 2016 y 2017. Ambos forman parte del jurado del programa HaKokhav HaBa, preselección nacional de Israel para el Festival de Eurovisión.

## Carrera musical
Los tres creadores, Liraz Russo, Ben El Tavori y Yarden Peleg colaboraron por primera vez como dúo musical con el rapero israelí Ron Nesher en 2015 con la canción "#Dubigal". Desde sus comienzos, Jordi ha producido las canciones del dúo musical, que se han convertido en importantes éxitos. Cada sencillo viene acompañado de un videoclip que recibe millones de visitas en Youtube. 
Su primer sencillo se tituló "Barbie" y se publicó en noviembre de 2015 y tres meses más tardes publicaron el tema "Kvish Hachof" que hablaba del trayecto en carretera que había entre las ciudades de los dos componentes, Haifa (de dónde es Static) y Tel Aviv (donde vive Ben El Tavori).
Su tercera canción "Silsulim", se publicó en junio de 2016, y ganó el premio a "Canción del año" en los premios anuales de la música hebrea de la cadena Reshet. En el ranking anual de Galgatz ganaron los premios a "Revelación del año" y a "Persona del año". En septiembre de 2016 se publicó su cuarto sencillo titulado "Stam".
Su quinto sencillo "Zahav", basado en la música de los años 70 salió en enero de 2017.
Desde la cuarta temporada del concurso musical HaKokhav HaBa, el dúo forma parte del jurado junto a otros famosos cantantes israelíes como Keren Peles o Harel Skaat. El concurso sirve como preseleción nacional para el Festival de Eurovisión.
En 2017,  ganaron el premio ACUM en la categoría de "Mejor éxito del año". Durante este año, el dúo participó en el concurso musical Festigal, muy popular en Israel, además de formar parte de la campaña publicitaria de la marca de moda Castro.
En junio de 2017, lanzaron el tema de música brasileña "Tudo Bom" que contenía frases en portugués. La canción se convirtió en su mayor éxito, alcanzando el récord de visualizaciones para un artista israelí en Youtube, superando las 45 millones de visitas, además de traspasar la frontera y entrar dentro de los rankings semanales de música en Brasil.
En octubre de 2017 fue publicado su single "Hakol Letova", que alcanzó el récord de canción más reproducida en las radios israelíes en su primer día.
Su último tema se titula "Namaste" y fue publicado el 1 de enero de 2018.
Static y Ben El Tavori rompieron su dúo el 25 de agosto dee 2022

## Discografía

### Singles
| N.º | Nombre       | Hebreo    | Fecha de lanzamiento     | Reshet | Galgatz | Vistas de YouTube (08/09/18) |
| 1   | Barbie       | ברבי      | 29 de noviembre de 2015  | 9      | -       | 41 millones                  |
| 2   | Kvish Hachof | כביש החוף | 5 de marzo de 2016       | -      | -       | 39 millones                  |
| 3   | Silsulim     | סלסולים   | 13 de junio de 2016      | 4      | 1       | 45 millones                  |
| 4   | Stam         | סתם       | 24 de septiembre de 2016 | 15     | 19      | 28 millones                  |
| 5   | Zahav        | זהב       | 29 de enero de 2017      | 7      | 8       | 41 millones                  |
| 6   | Tudo Bom     | טודו בום  | 4 de junio de 2017       | 3      | 4       | 50 millones                  |
| 7   | Hakol Letova | הכל לטובה | 22 de octubre de 2017    | -      | -       | 22 millones                  |
| 8   | Namaste      | נמסטה     | 1 de enero de 2018       | -      | -       | 17 millones                  |
| 9   | Kawaii       | קאוואי    | 6 de mayo de 2018        | -      | -       | 17 millones                  |
| 10  | Gumigam      | גומיגם    | 5 de agosto de 2018      | -      | -       | 11 millones                  |